# Basil Cameron
Basil George Cameron (ur. 18 sierpnia 1884 w Reading, zm. 26 czerwca 1975 w Leominster) – brytyjski dyrygent.

## Życiorys
W latach 1900–1902 był uczniem Tertiusa Noble’a w Yorku, następnie od 1902 do 1906 toku studiował w Hochschule für Musik w Berlinie u Josepha Joachima (skrzypce) i Maxa Brucha (kompozycja). Początkowo był dyrygentem Queen’s Hall w Londynie, następnie w latach 1912–1916 pod pseudonimem Basil Hindenberg dyrygował orkiestrą w Torquay. W latach 1923–1930 prowadził orkiestrę w Hastings, od 1924 do 1930 roku dyrygował także corocznymi festiwalami muzycznymi w Harrogate. W latach 1931–1934 wspólnie z Isajem Dobrowenem dyrygował orkiestrą symfoniczną w San Francisco. Od 1932 do 1938 roku prowadził orkiestrę symfoniczną w Seattle. Po powrocie do Wielkiej Brytanii był od 1940 roku dyrygentem koncertów The Proms. Poprowadził brytyjskie premiery Koncertu skrzypcowego (1941) i Sinfonia da Requiem (1942) Benjamina Brittena.
Komandor Orderu Imperium Brytyjskiego (1957).